# هيلو باي

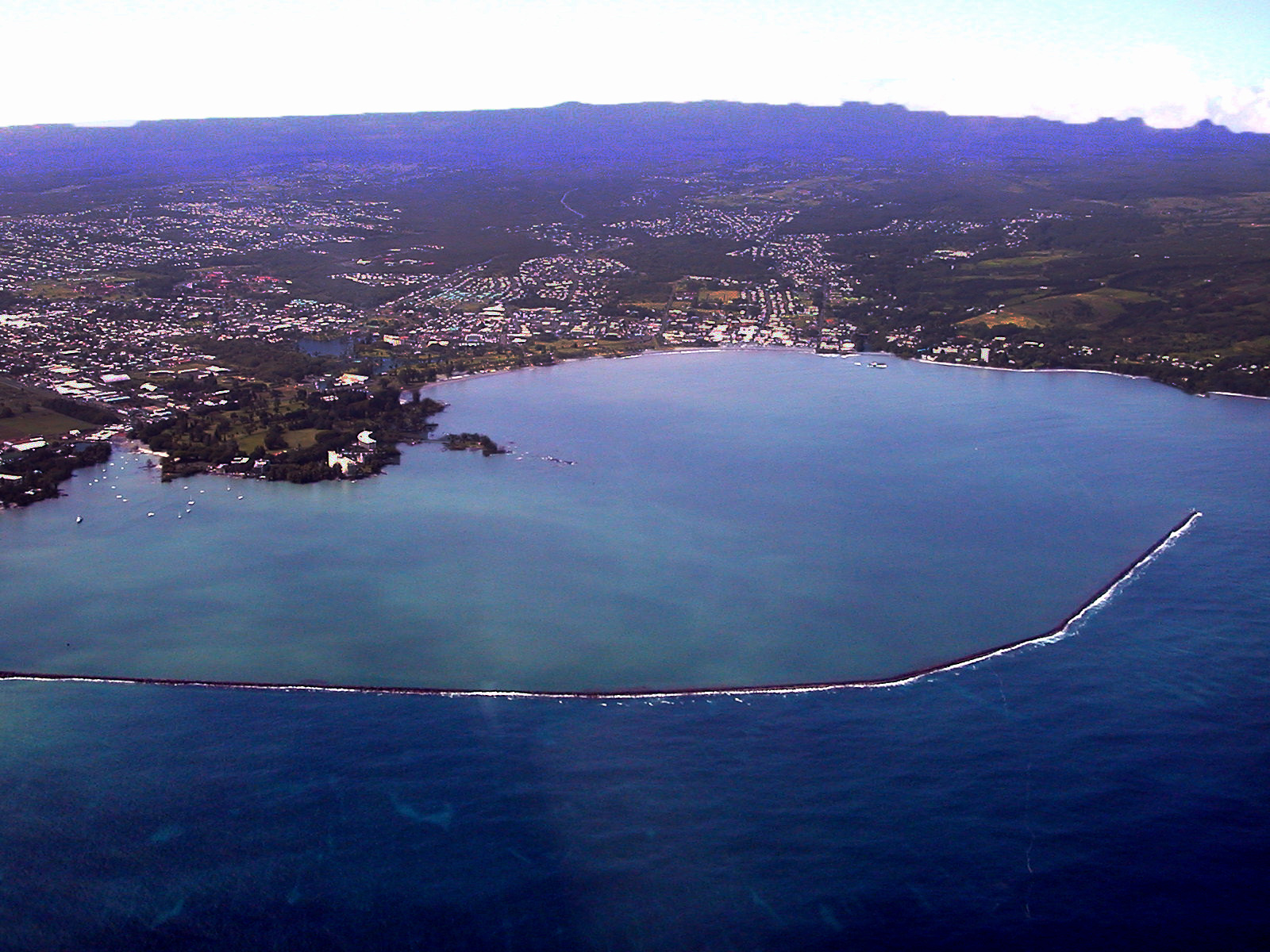
خليج Hilo وبلدة Hilo، هاواي مع كاسر الأمواج اكتمل في عام 1929

هيلو باي (بالإنجليزية: Hilo Bay)‏ هو خليج كبير يقع على الساحل الشرقي لجزيرة هاواي.

## وصف
بلدة هيلو الحديثة في هاواي تطل على خليج هيلو الواقع في إحداثيات: 19 ° 44′10 شمالاً 155 ° 4′37 غرباً. شمال الخليج يمتد ساحل هاماكوا (Hamakua) على منحدرات مونا كي (Mauna Kea). وجنوب الخليج توجد منطقة بونا (Puna) على منحدرات مونكا لووا (Mauna Loa). المنطقة الداخلة فقط من الخليج هي منطقة هيلو، وتنقسم إلى شمال وجنوب هيلو داخل مقاطعة هاواي. يمر طريق بانيان (Banyan Drive) عبر حدائق ليليأوكالاني (Liliʻuokalani) بالقرب من وسط مدينة هيلو (Hilo) على حافة الخليج.

## تاريخ
كان الاسم القديم لقرية هاواي على الخليج وياكيا. وبعد مسحه عام 1825 بواسطة تشارلز روبرت مالدن Charles Robert Malden من أتش أم بلوند، أُطلق عليها اسم خليج بايرون للقائد جورج بايرون، البارون السابع بايرون . الشعاب المرجانية على الجانب الشرقي من الخليج تسمى الشعاب المرجانية للسفينة. بدأ أول كاسر أمواج عبر الخليج في عام 1908 بموجب عقد مع المهندس دلبرت ميتزيقر Delbert Metzger. تم تمديده في عام 1911، واكتمل في عام 1929. كانت جزيرة موكو أولا (Moku Ola) الصغيرة (تسمى الآن جزيرة كوكونت Coconut) موقعًا لمعبد قديم مخصص للاستشفاء.

## تسونامي

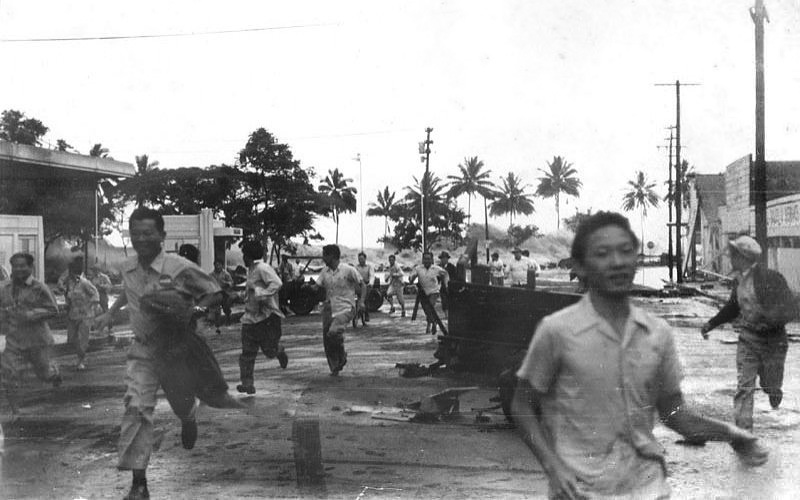
1946 تسونامي يتجه نحو الداخل من خليج هيلو

يطلق على خليج هيلو أحيانًا اسم "عاصمة تسونامي في الولايات المتحدة". توجه تضاريس الخليج موجات تسونامي إلى هيلو من الزلازل في المناطق النشطة مثل تشيلي وجزر ألوشيان. في 1 أبريل 1946، تسبب تسونامي من زلزال جزر ألوشيان عام 1946 في مقتل 96 شخصًا في خليج هيلو. في 23 مايو 1960، تسبب تسونامي من زلزال فالديفيا في تشيلي عام 1960 ( أقوى زلزال تم تسجيله على الإطلاق) في مقتل 61 شخصًا في هيلو. بعد زلزال تشيلي في 27 فبراير 2010، أثبت مركز تحذير تسونامي في المحيط الهادئ (PTWC) فعاليته، حيث لم يصب أحد في خليج هيلو بعد دوي صفارات إنذار المركز وتم إصدار أوامر بالإخلاء.